# Química ambiental

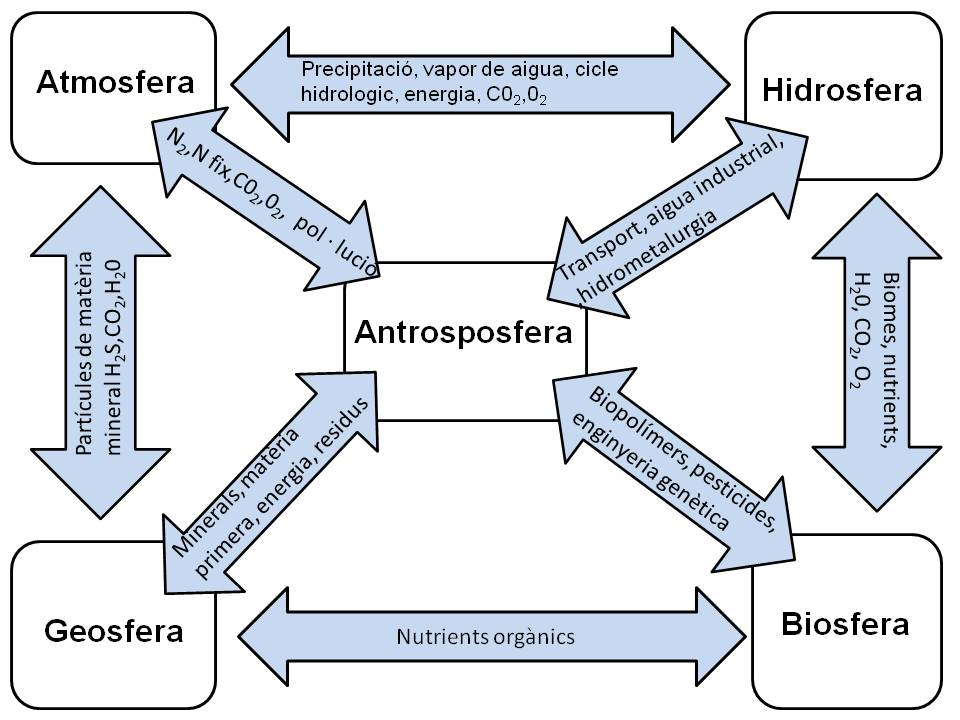
Esferes de la química ambiental

La química ambiental és l'estudi de les fonts, reaccions, el transport, els efectes i destins de les espècies químiques a l'aigua, el sòl, l'aire i als ambients vius, així com els consegüents efectes de la tecnologia sobre aquests.
Va tenir el seu origen en la química clàssica i es va convertir en una ciència interdisciplinària, amb la participació d'altres disciplines com la biologia, l'ecologia i la geologia, que tracten els canvis que ocorren al medi ambient, més concretament, en els processos químics que impliquen una repercussió greu en la humanitat. Per això planteja plans sostenibles amb l'objectiu de mantenir el ritme de vida actual amb el menor dany possible per al medi ambient, tractant d'optimitzar els processos tot utilitzant condicions menys agressives.
La química ambiental té, doncs, com a objectiu prevenir, evitar, reduir o eliminar l'impacte que les diferents facetes de l'activitat humana, urbana, industrials, agropecuàries... que es produeixen al medi ambient.
La demanda d'aquestes activitats i/o funcions estan projectades i sostingudes per la gran preocupació social que existeix respecte a una millor qualitat de vida preservant el medi ambient i millorant l'entorn.

## Història

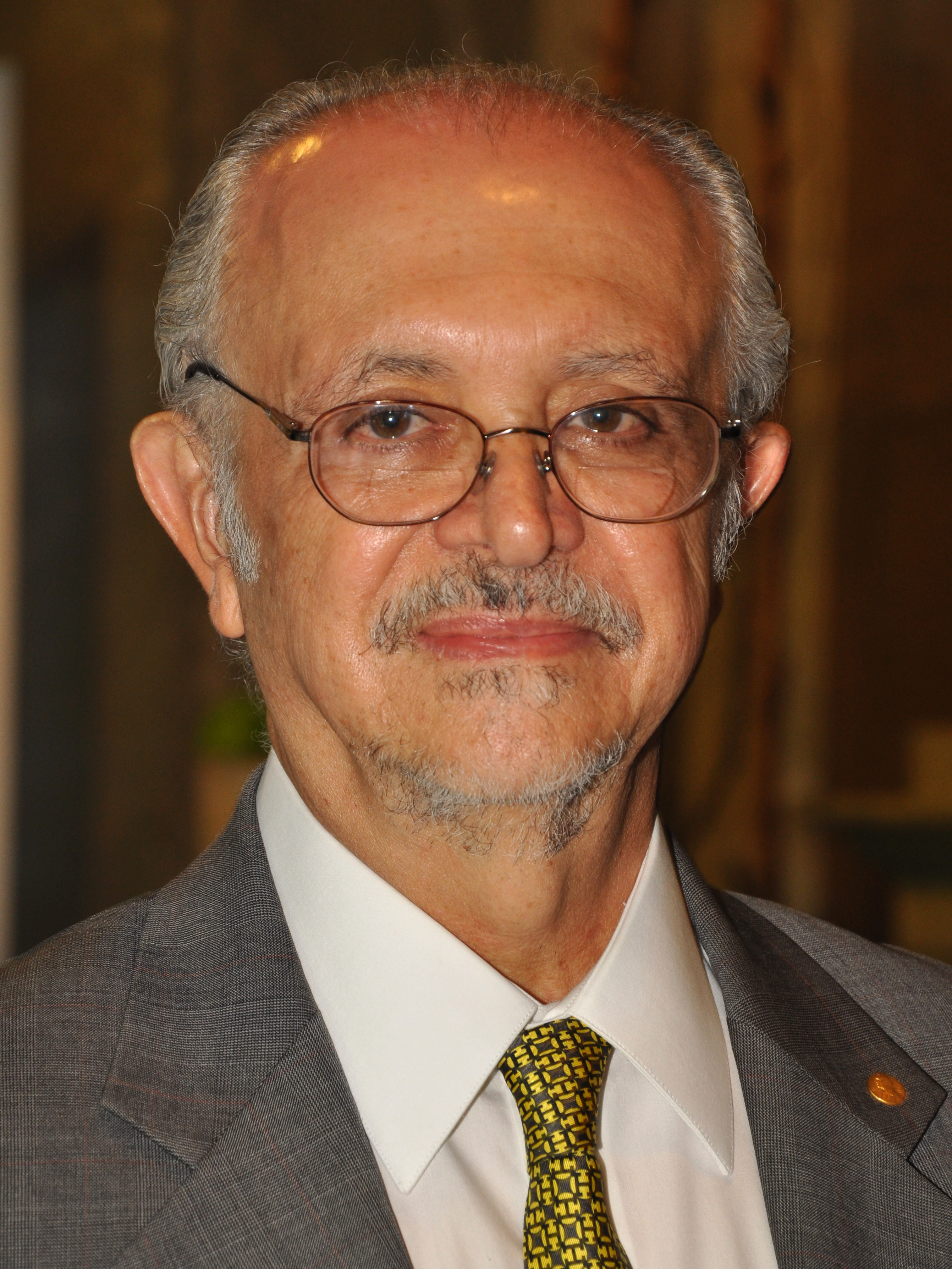
Mario Molina, coautor de la investigació dels CFC

Els primers estudis científics relacionats amb la química ambiental van començar al segle xviii quan químics com Antoine Lavoisier i Henry Cavendish van dur a terme les primeres mesures de la composició de l'atmosfera i de la seva densitat.
A finals del segle xix i a començaments del segle xx, fruit de la industrialització i de la creació dels assentaments urbans de la forma en la que els coneixem avui dia, podem considerar que va esdevenir una de les principals causes de la contaminació del medi ambient.
En aquest moments és quan va néixer l'interès per la detecció i estudi dels components que es trobaven en baixes concentracions a l'atmosfera i, a més, un fet particularment important va ser el descobriment de l'ozó per Christian Friedrich Schönbein en 1840.
A partir d'aquí, va néixer l'interès per l'estudi de l'evolució de les concentracions de determinats compostos al llarg del temps (paleoclimatologia), així com els processos de síntesi i destrucció dels diferents components de l'aire, l'aigua i el sòl.
Entre els estudis d'aquesta època destaquen tres en concret:
- L'explicació de com es crea i es manté la capa d'ozó, obra dels astrònoms Sydney Chapman i Gordon Dobson.
- L'explicació de la boira fotoquímica per Arie Jan Haagen-Smit.
- El descobriment de Mario Molina i Sherwood Rowland, que van publicar un article explicant que la capa d'ozó es veia negativament afectada per l'ús de CFC que en aquesta època van tenir moltes aplicacions en la vida quotidiana.

Arran d'aquests estudis es va definir la problemàtica i l'impacte ambiental que té l'activitat humana sobre la natura. Fets destacables d'aquesta època són els efectes de la bomba atòmica, la distribució d'aigua potable, la desforestació o l'exposició constant a agents químics.
A la vista de tot això sorgeix el concepte de desenvolupament sostenible, el qual es basa en un manteniment del desenvolupament econòmic i social al mateix temps que es respecta el medi ambient, de manera que es pugui deixar a les futures generacions el mateix accés als recursos natural que hi tenim ara.

## Esferes
Dins de la química ambiental, tot i que és difícil fer-hi separacions, es pot dividir en les següents esferes: l'atmosfera, l'antroposfera, la biosfera, la geosfera i la hidrosfera.
Aquest conjunt d'esferes no són totalment independents, sinó més aviat al contrari, i es veuen interconectades entre elles per diferents cicles biogeoquímics (el cicle del carboni, el cicle del nitrogen, el cicle del fòsfor…). naturals de certs elements predominants a la Terra els quals afecten a dues o més esferes.

### Antroposfera
L'antroposfera és el sistema que abasta la totalitat de l'impacte de l'ésser humà sobre el medi al que viu. Així doncs, es tracta d'una esfera de gran amplitud, ja que la interacció de l'home amb el medi s'estén des d'un nivell d'íntima proximitat a la
Terra, com ara poden ser extraccions de matèria i 

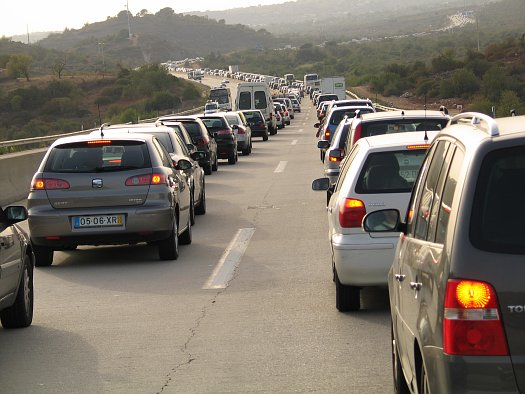
Congestió viària: exemple d'activitat causant de pol·lució

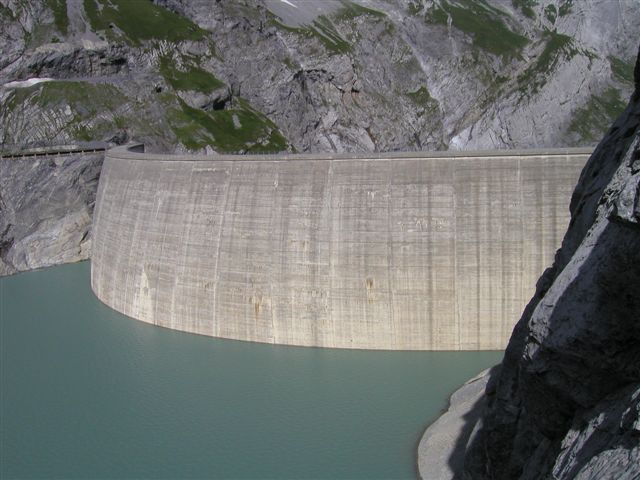
Presa d'aigua: exemple de disrupció ambiental

abocaments de residus als sòls, aigües i aire, com molt més llunyà, com serien els llançaments de satèl·lits, emissions d'ones, etc.
Primerament, els efectes de l'home sobre el medi eren del mateix ordre de magnitud i tipus que els de la resta d'éssers vius sobre la Terra i els seus efectes eren considerats dins de la biosfera amb repercussions tals com l'emissió de gasos de respiració, extracció de nutrients del medi necessaris per a viure, excrecions, etc. Des que aprenguérem a dominar el foc, desenvolupàrem eines i un seguit de tecnologia, coneixements i tècniques que ens permeteren modificar el nostre entorn per fer-lo apte per als nostres interessos, la nostra influència sobre el medi ambient es va veure augmentada significativament, ja que això va facilitar el sedentarisme en l'espècie humana i el seu establiment a tot tipus d'indrets, a més del desenvolupament de l'agricultura, la ramaderia així com l'activitat industrial als darrers segles.
Totes aquestes activitats humanes tenen una sèrie de conseqüències notables d'agreujament de les problemàtiques globals de la química ambiental degut a l'alteració dels diferents cicles biogeoquímics. Els problemes ambientals són considerats canvis no desitjats al medi ambient per causa de l'home. Així, les problemàtiques causades per l'ésser humà poden estar classificades per diferents criteris com poden ser l'esfera sobre la qual s'origina el problema com per exemple el fenomen del smog sobre l'atmosfera, la salinització d'aqüífers a la hidrosfera, la desforestació a la biosfera i l'abocament de residus sobre sòls o bé pel tipus d'activitat que les origina com per exemple són:
- Pol·lució: és el fenomen que consisteix en l'addició de matèria a l'entorn com per exemple els fums emesos per tubs d'escapament dels vehicles.

- Explotació: succeeix quan s'extreu matèria de l'entorn com per exemple en el cas de la mineria i la desforestació.

- Disrupció ambiental: que inclou la construcció d'estructures com ara preses, la urbanització així com influir en la fauna introduint espècies no autòctones.

- Augment de la població: que condueix a un augment de l'activitat humana per unitat d'espai i temps així com a l'expansió en l'espai i, per tant, a potenciar les tres causes anteriors.

Degut a la capacitat de raonar, l'ésser humà és capaç d'intentar minimitzar els seus efectes sobre el seu entorn mitjançant investigació en química verda, energies renovables i signar convenis i protocols que ajudin a preservar el medi ambient.

### Atmosfera

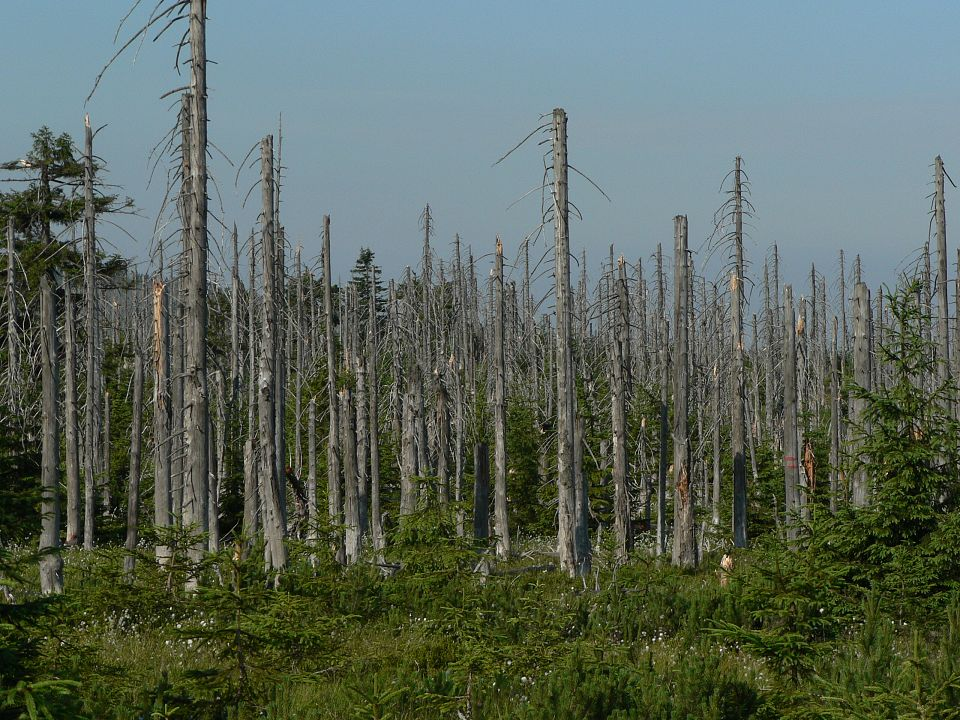
Efecte de la pluja acidifica sobre la flora

L'atmosfera terrestre és una fina capa de gasos que es troba al voltant de la terra amb massa suficient per mantenir-se al seu lloc per efecte de la força de la gravetat. Dels gasos que la componen el que es troba en major quantitat és el N₂, seguit del O₂ i d'altres en minoria.
L'atmosfera es pot dividir en diferents capes: troposfera, estratosfera, mesosfera i termosfera, essent la primera d'aquestes on habita l'esser humà.

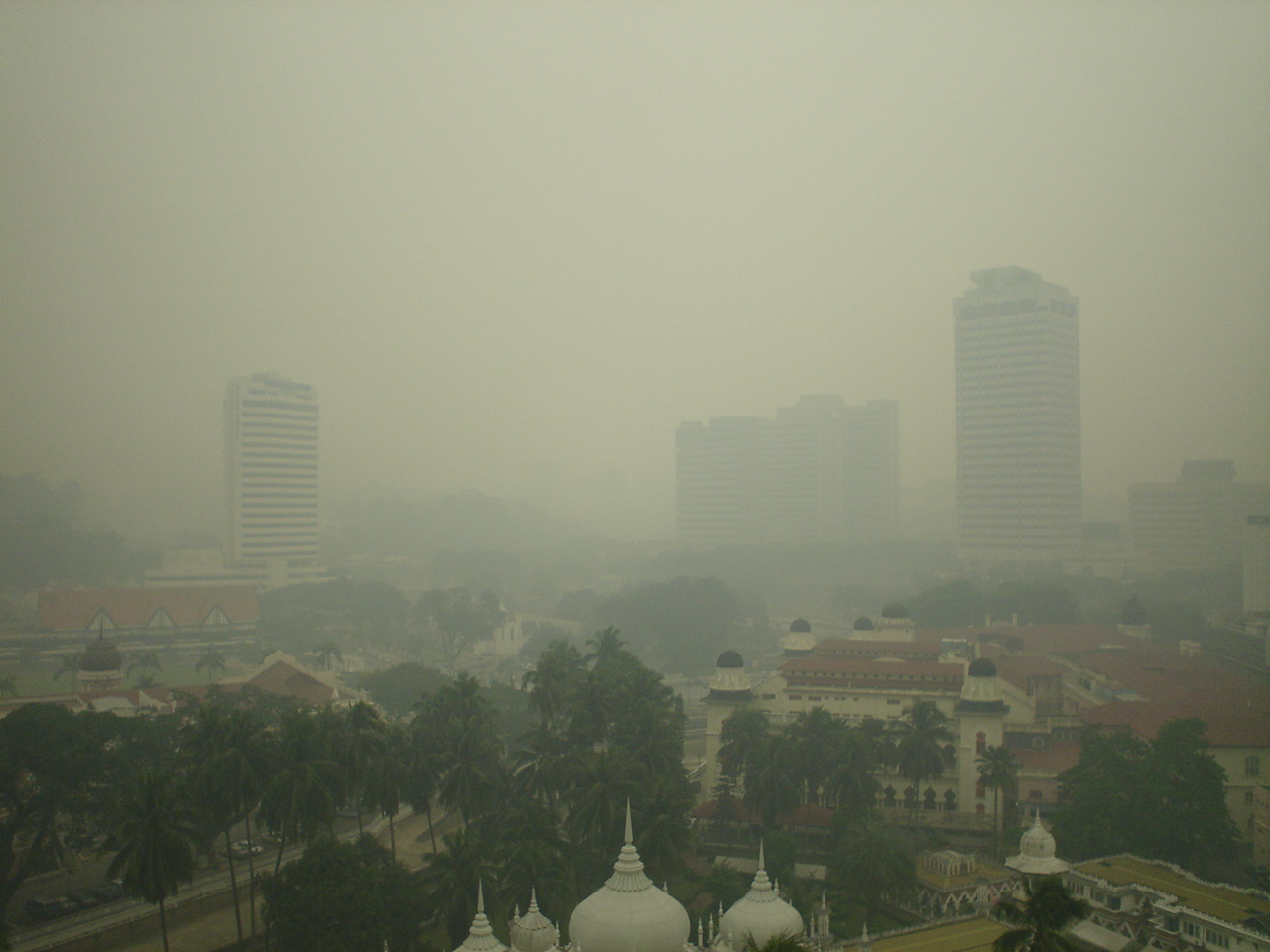
Smog a la ciutat de Kuala Lumpur

La química atmosfèrica és una branca de la química ambiental destinada a l'estudi de l'atmosfera en si mateixa, la interacció que hi té amb els éssers vius i com l'activitat de les altres esferes els afecten i repercuteixen en la dita interacció.
Les causes principals de la contaminació atmosfèrica són l'abocament de residus gasosos i fums de combustió a l'atmosfera, conegudes com a emissions.
Degut a aquestes emissions portades a terme per l'esfera antropogènica es veuen afavorits diversos problemes, entre els quals es destaquen: 
- Pluja àcida: tenint en compte les emissions derivades principalment de la indústria, l'acidesa de l'aigua de la pluja és major que la que hauria de ser. Com a conseqüència d'això, l'acidesa de l'aigua dels rius i llacs també és major, la qual cosa fa que es produeixen efectes nocius tant a la vida aquàtica com a la vida vegetal. A més a més la vida vegetal es veu afectada, així mateix, pel contacte directe amb l'aigua de la pluja.

Igualment, també s'origina un increment en l'acidesa dels sòls provocant canvis en la seva composició.
- Smog: degut a la crema de combustible i a una humitat elevada es genera un ambient perjudicial per l'ésser viu, especialment per l'ésser humà. Aquest fenomen causa, essencialment, problemes respiratoris.

- Escalfament global: els gasos de l'atmosfera absorbeixen la radiació procedent del sol, de la qual hi ha una part que s'emet a l'exterior i, una altra part que es reflecteix a la superfície terrestre. A major quantitat de gasos emesos, menys radiació s'emet a l'exterior.

- Destrucció de l'ozó: la capa d'ozó es manté constant per l'equilibri existent entre el cicle de la seva producció i el cicle de la seva destrucció. En incrementar les emissions de certs gasos, el cicle de la destrucció es veu afavorit. Les principals conseqüències són un increment de la temperatura terrestre i una disminució de la protecció fins a la radiació UV.

### Biosfera
La Biosfera és el sistema que engloba tots els éssers vius de la Terra, juntament amb el medi que els rodeja i, amb el qual, interaccionen. Moltes de les qüestions que tenen a veure amb aquest sistema afecten directament a la salut, tant humana com ecològica: producció de menjar, nutrició, pesticides, substàncies tòxiques, carcinogènesi…..

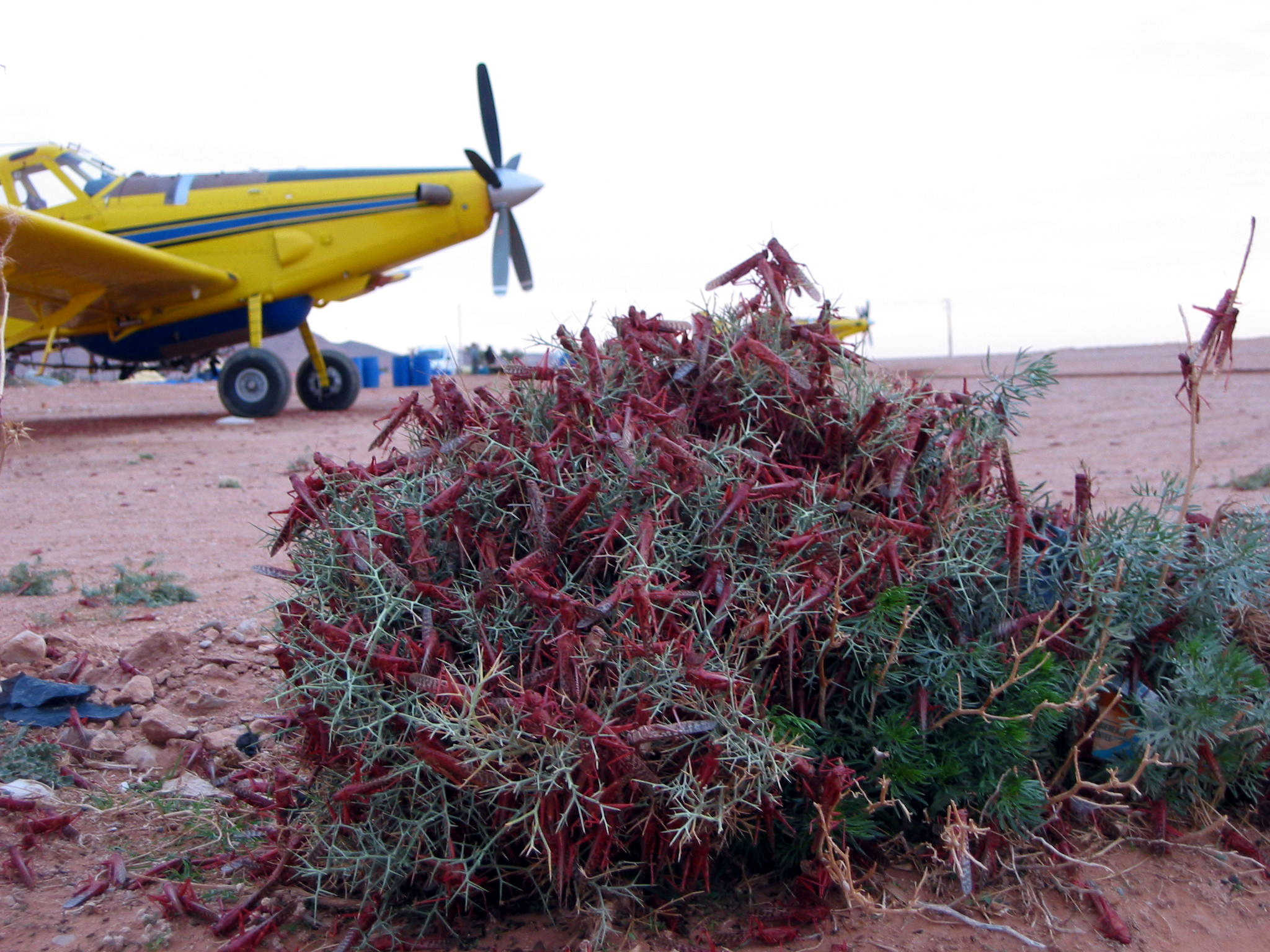
Aeronau AT-802 treballant contra plagues de llagostes a l'Àfrica

Aquestes qüestions sorgeixen de la necessitat dels organismes vius d'interaccionar amb el medi per tal d'aprofitar els materials que tenen al seu abast, via els anomenats cicles biogeoquímics. Tots els organismes han desenvolupat maneres per ingerir i utilitzar substàncies essencials del medi per créixer i desenvolupar-se. Però, el problema sorgeix quan aquests mateixos mecanismes, fan als organismes vulnerables front els efectes de substàncies no nutritives del medi. En aquest cas, es parlaria de substàncies tòxiques, tot i que moltes vegades la disquisició entre tòxic o no és una qüestió de quantitat.

Molècula de DDT (Dicloro-Difenil-Tricloroetà

De la irrupció de l'ésser humà en la biosfera, s'han derivat un seguit de problemàtiques que afecten al normal desenvolupament de la vida:
- Plagues: un dels principals problemes de la presència dels insectes en la biosfera no és només que alguns són portadors de greus malalties (el mosquit Anopheles causa la malària), si no que a més són els nostres principals competidors del menjar vegetal. Degut a això, durant molts anys s'han combatut les plagues d'insectes amb pesticides basats en organoclorines, els quals sovint també acabaven amb poblacions d'ocells i altres éssers vius a causa del fet que interferia en el metabolisme del calci. Però, a més, pot tenir altres efectes perjudicials, com l'aparició d'altres plagues degut a l'absència d'insectes. Un exemple clar va ser quan el 1960 es va introduir el pesticida DDT a Borneo per tal d'erradicar la malària. Els mosquits morts i enverinats van ser menjats pels llangardaixos locals, els quals van ser menjats pels gats dels pobles propers. Això va provocar l'enverinament dels gats, la seva posterior mort i un descontrol de la població de les rates, les quals van provocar una plaga bubònica.

Actualment, es treballa amb feromones, que permet tenir un major control de la població dels insectes, tot sense irradicar la totalitat de la seva població.
- Substàncies tòxiques: l'activitat de l'ésser humà ha provocat una gran acumulació de substàncies que poden interferir en els mecanismes biològics dels éssers vius tot dificultant o inclús impedint la seva existència. Algunes substàncies poden interferir en l'activitat hormonal, altres poden ser perjudicials en petites quantitats (dioxines) o ser perjudicials perquè es troben en quantitats superior a les necessàries (contaminació per metalls pesants).
- Perduda de biodiversitat: l'activitat de l'ésser humà sobre la biosfera ha provocat greus danys sobre la sostenibilitat de la vida animal i vegetal, no tan sols per la variació que l'activitat humana ha suposat sobre les condicions ambientals dels ecosistemes, si no també degut a altres factors com la caça furtiva, l'explotació de la pesca o la introducció d'espècies no autòctones.

### Geosfera

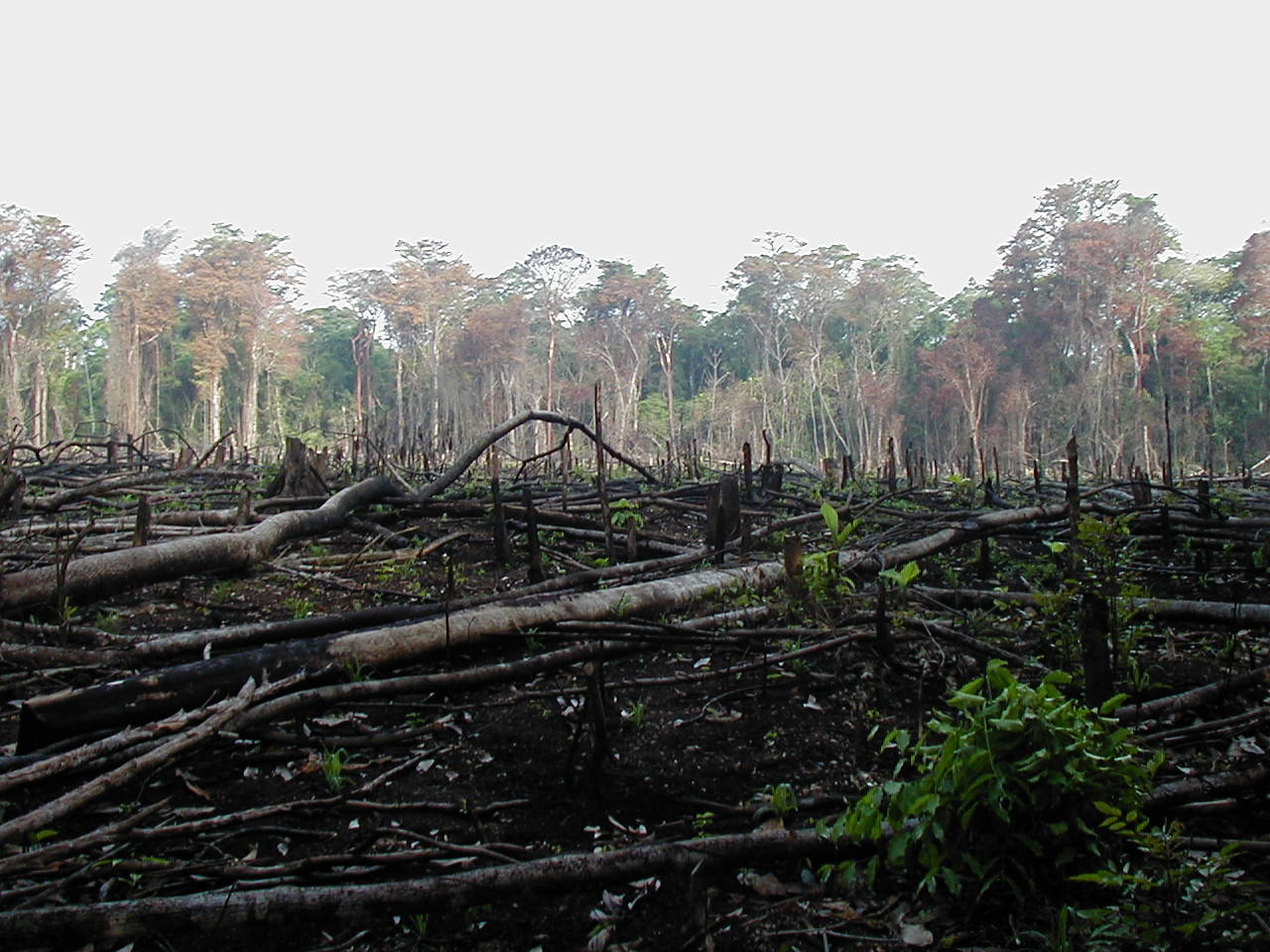
Bosc cremat per a l'agricultura al sur de Mèxic

La geosfera és el conjunt de roques i minerals que conformen la part sòlida de la Terra. Aquesta s'estén des del nucli fins a la superfície terrestre, però l'única zona que té una interacció directa amb els éssers vius és la litosfera, la capa més exterior de la geosfera, constituïda per una mescla de minerals i matèria orgànica.
El sòl, la capa més superficial de la litosfera, sosté gran part de la vida del planeta, però alhora requereix aquesta per mantenir les seves propietats i capacitats.
La formació del sòl es duu a terme per processos físics, químics i biològics (tots ells de forma simultània), fet que produeix l'alteració de les roques i de la materia mineral els quals subministren elements essencials per a plantes i animals. Aquests processos són:
- Meteorització física: fragmentació mecànica de les roques i minerals.
- Meteorització química: els minerals primaris reaccionen amb l'aigua, solucions àcides i l'oxigen de l'atmosfera.

Tota aquesta sèrie de processos són molt lents, i en conseqüència la formació de sòls fèrtils requereix desenes de milers d'anys, en canvi, l'acció de l'home és molt més agressiva i els darrers anys hi ha hagut una degradació significativa del sòl (procés que minva la capacitat actual i potencial del sòl per produir quantitativa i qualitativament, béns i serveis), que ha desembocat en els següents fenòmens:
- Erosió del sòl i desforestació: consisteix en la desaparició de la coberta vegetal del sòl (empobriment en contingut d'humus). És causada sobretot per activitats com la contaminació de sols agrícoles (a causa de les grans quantitats de bioàcids que s'afegeixen a la terra per obtenir collites més significatives), el pasturatge excessiu, la tala indiscriminada d'arbres, les obres públiques i els incendis; tot i que també hi contribueix la natura de forma molt menor.

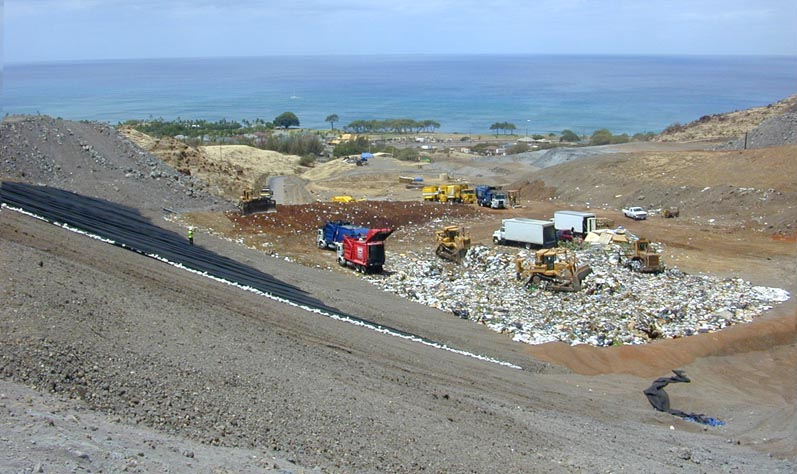
Deixalleria controlada

- Desertització: és la transformació d'unes terres productives (naturals o explotades) en una regió completament àrida. És causat per una sobreexplotació de les terres (sequera del sòl) i una erosió provocada per un empobriment de la coberta vegetal del terra.

- Residus sòlids: a causa del progrés associat a la nostra societat, l'home crea nous productes que ja no són assimilables per la natura (com ara plàstics, vidres...) i això genera una acumulació desmesurada de deixalles. L'evacuació de residus actualment es duu a terme en deixalleries controlades, que consisteixen en residus amuntegats sobre el terreny y coberts a intervals freqüents de terra. Dels residus sòlids, cal destacar-ne els residus radioactius d'alt nivell, els quals requereixen fortes mesures de seguretat per ser emmagatzemats i plantegen molts riscos.

La degradació del terra té importants conseqüències de les que en destaquem: la pèrdua de nutrients, el deteriorament de l'estructura (disminució de la porositat i una reducció del drenatge), la pèrdua física de materials i l'increment de la toxicitat.

### Hidrosfera

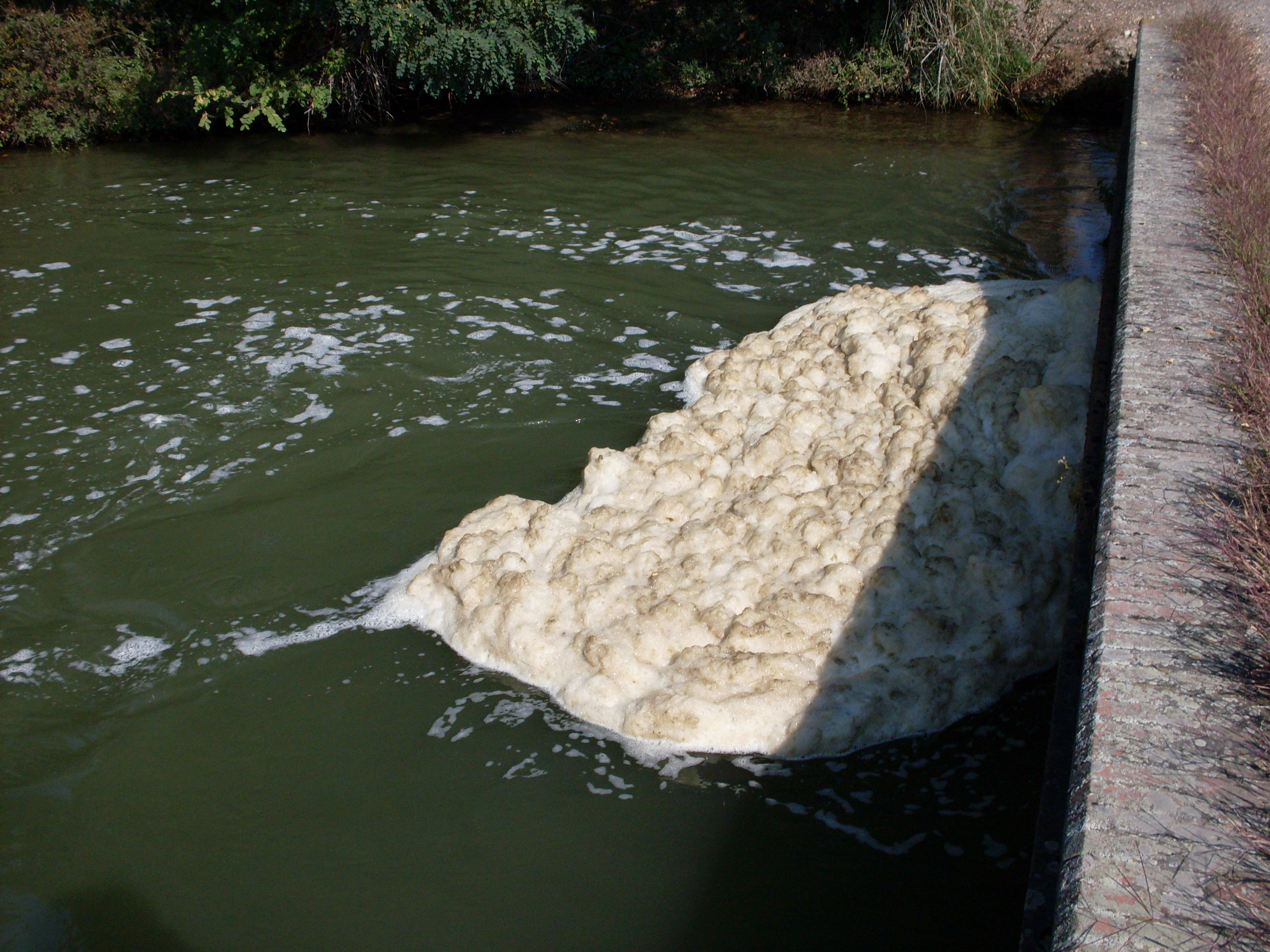
Contaminació d'aigua

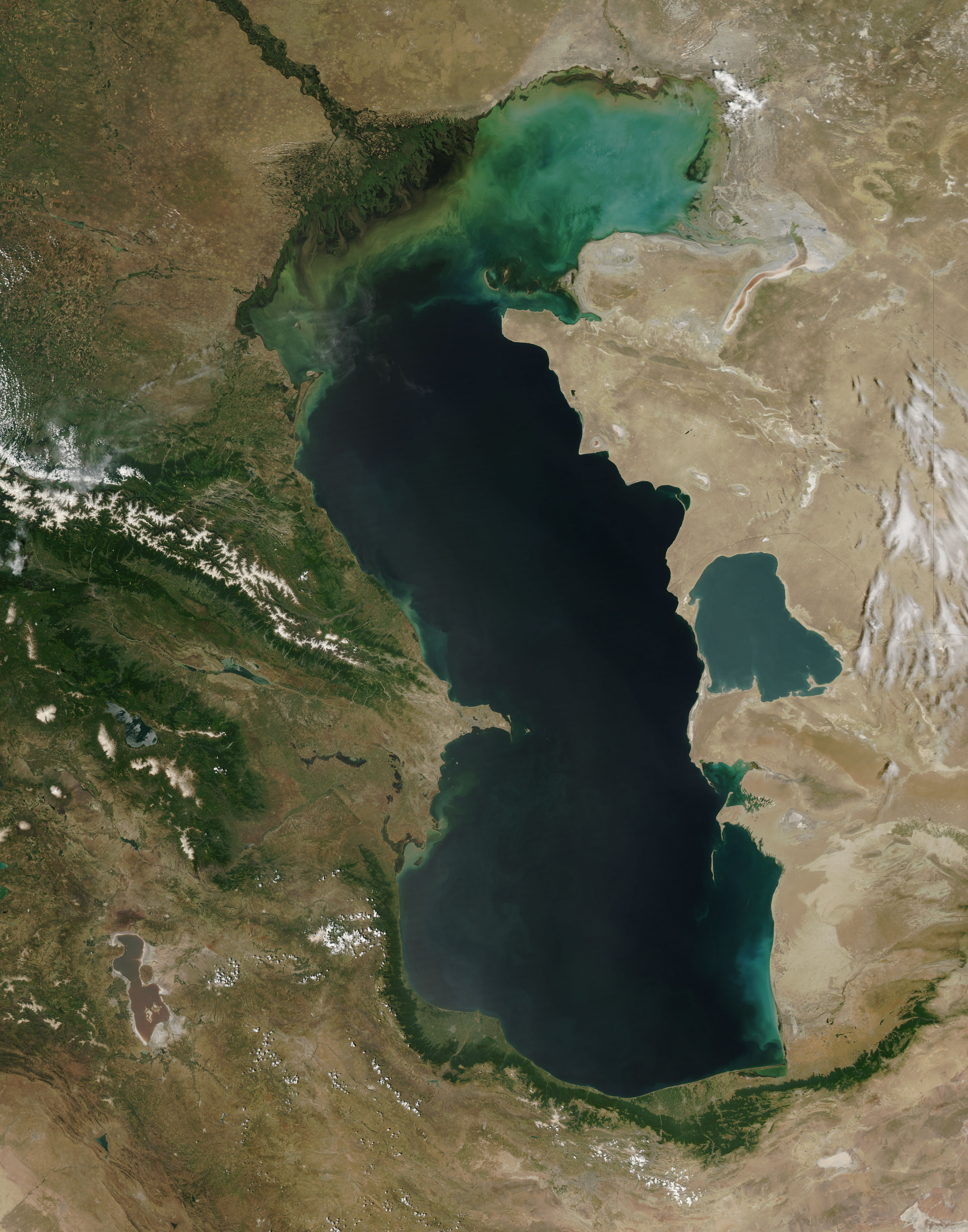
Mar Caspi

La Hidrosfera engloba totes les parts d'aigua a la terra (sòlida i líquida) com ara són els oceans, rius, llacs, glacials, aigua subterrània i neu.
Del 100% de la superfície de la Terra, l'aigua es troba present al 70,8% i només al 0,03% del volum, perquè la major part de l'aigua està només present a la superfície.
Aquesta esfera té una enorme importància a la vida dels organismes, ja que suposa el 50% de la seva constitució i, per aquesta raó, l'aigua és tan important a l'hora de mantenir la vida. No obstant això, la majoria d'organismes són capaços només de fer servir aigua dolça i aquesta representa únicament al voltant d'un 3% de l'aigua disponible en contraposició al 97% de l'aigua salada. A més, dins d'aquest 3%, només el 0,1% és directament accessible per als éssers vius, ja que un 2,3% es troba en forma sòlida i un 0,6% en forma d'aigües subterrànies profundes i inaccessibles. Amb els problemes del segle XXI la quantitat d'aigua disponible està minvant. Conscient de la importància de la protecció de la hidrosfera, el 2000, la Unió Europea va edictar la Directiva marc de l'aigua que imposava objectius de milloració a aconseguir per l'any 2015.
Els principals problemes que podem trobar en aquesta esfera són els següents:
- Pol·lució i contaminació de mars i d'aigües dolces: aquest problema es pot classificar en funció del contaminant:
  - La contaminació biològica: que és la presència d'organismes patògens com els bacteris.
  - La contaminació tèrmica: que s'origina per la descàrrega de grans volums d'aigua calenta dels processos de refrigeració.
  - La contaminació del sediment: quan una gran acumulació de partícules està present.
  - La contaminació química: la presència de productes químics nocius o no desitjats.
  - La Contaminació radioactiva
- Salinització: el moviment de l'aigua salina procedent d'Aqüifer d'aigua dolça. La seva causa principal és el bombament d'aigües subterrànies dels pous de prop de la costa i de la construcció de canals de navegació o els canals de jaciments de petroli. Els canals, de tots dos tipus, proporcionen conductes perquè l'aigua salada s'introdueixi en pantans.

Aquesta intrusió d'aigua salada també pot ocórrer com a resultat d'un procés natural com una onada conseqüència d'un huracà.
- Eutrofització: és el fenomen causat per l'excés de nutrients (compostos químics rics en nitrogen o fòsfor) en l'aigua i que provoca un increment excessiu d'algues que donen un color verdós, vermell o marró a l'aigua depenent de l'espècie formada. Això fa augmentar el nombre de consumidors primaris, fet que té com a conseqüència una disminució de l'oxigen dissolt, i, per tant, la mort i la posterior descomposició de multitud d'organismes provocant així la reducció de la qualitat de l'aigua i un important canvi a l'ecosistema.

Les principals fonts d'eutrofització són les activitats humanes, industrials, agrícoles i domèstiques,com per exemple, els fertilitzants utilitzats en els cultius que poden filtrar-se pel sòl fins a les aigües subterrànies.

## Avaluació de l'impacte ambiental
Al llarg del temps s'ha anat prenent consciència dels efectes nocius de la forma de vida actual sobre l'entorn i ha aparegut el concepte d'impacte ambiental, que és l'alteració de la qualitat del medi ambient causat per alguna activitat humana. Les investigacions en diferents camps de la ciència han revelat que els processos industrials, principalment de la indústria química, tenen un paper fonamental en els problemes mediambientals com ara el canvi climàtic, la gestió dels residus, l'eficiència energètica...
Actualment, la preservació de la terra com un lloc hospitalari per qualsevol tipus de vida es converteix en el major repte per al món desenvolupat.
Gràcies a la Química ambiental, s'han identificat una sèrie de problemes que afecten a la salut del medi ambient i s'han establert un conjunt de mesures i convenis per intentar millorar la situació.

### Protocols
D'ençà que existeix una consciència clara de la necessitat de disminuir l'efecte antropogènic sobre el medi ambient, s'han dut a terme la redacció de diferents protocols d'actuació.

#### Dècada dels 60
Als inicis d'aquesta dècada va començar a aparèixer una consciència notable dels problemes mediambientals provocats per l'acció de l'home en el seu entorn. Inicialment van sorgir respostes a aquesta situació fruit de tècnics que argumentaven que en acabar-se algun dels recursos naturals necessaris per a l'ésser humà, la investigació i el desenvolupament serien capaços de trobar o inventar quelcom que el substituís. En canvi, un altre sector de la societat, cada cop més significatiu, va optar per unes idees conegudes actualment com a consciència ecològica, els quals sostenien que els humans havíem de preservar el medi ambient per a ells mateixos i per a les generacions futures, i aquesta va derivar en un moviment ecologista.
Al llarg de la dècada van anar apareixent diverses normatives locals o nacionals per abordar problemes provocats pel desenvolupament industrial, però l'1 de gener de 1970 va entrar en vigor la primera llei nacional que abordava la problemàtica ambiental de forma transversal, la National Enviromental Policy Act (NEPA). Aquesta, molt avançada pel seu temps, va significar el punt de partida per a la resta de països industrialitzats.

#### Dècada dels 70
Com hem dit, a partir de la NEPA, la resta de governs, sobretot europeus, van decidir tirar endavant una sèrie de normatives que regulessin de forma més estricte diferents aspectes mediambientals. Alguns exemples rellevants són:
- Primer Programa Comunitari d'Acció en Matèria de Medi Ambient (1973-1976) per part de la Comunitat Econòmica Europea.

- Conveni de Washington (1973) amb l'objectiu de regular el comerç internacional d'espècies protegides.

- Conveni de Barcelona per la Protecció del Mar Mediterrani contra la Contaminació (1976) on el principal objectiu era la protecció i millora dels fons marí, de la flora i de la fauna mediterrània i en especial de les zones d'especial interès ecològic i/o paisatgístic prevenint la contaminació d'aquests produïda pel vessament de residus tòxics. Igual que aquest, van aparèixer convenis molt similars a altres grans ciutats europees com el Conveni de Brussel·les (1969), el Conveni de Oslo (1972) i el Conveni de Londres (1972,1973).

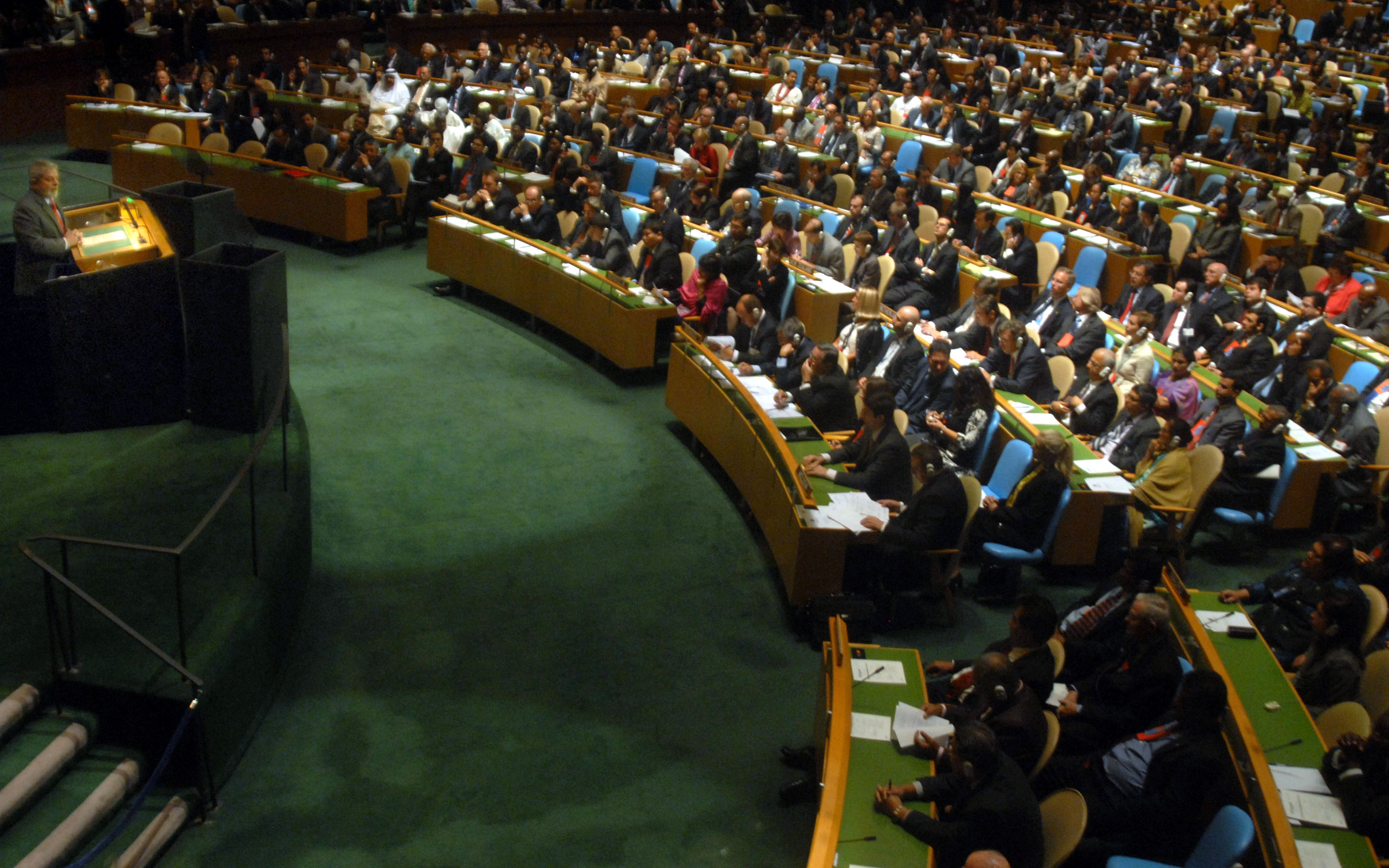
Assemblea de l'ONU

- Conveni de Berna (1979) i Conveni de Bonn (1979) amb l'objectiu de conservar les diferents espècies i els seus corresponents habitats presents en el seu territori.

- Convenció de Ginebra (1979) on la Comunitat Econòmica Europea es va reunir amb l'objectiu d'abordar la contaminació atmosfèrica a escala global. D'aquesta manera van establir un marc de col·laboració intergovernamental referit a l'elaboració de polítiques per l'aplicació i desenvolupament de mecanisme de vigilància i es va signar el Protocol sobre la Contaminació Atmosfèrica Transfronterera a Llarga Distància amb diferents objectius com la lluita contra els contaminants orgànics persistents o la reducció de les emissions de sofre i òxids de nitrogen.

#### Dècada dels 80
Un cop arribats a aquest punt, es va definir una normativa global d'obligat compliment per tots els membres de la Comunitat Econòmica Europea anomenada Directiva sobre l'Avaluació d'Impacte Ambiental (1985). Amb aquesta base legislativa, es van començar a realitzar avaluacions de l'impacte ambiental de diferents projectes sorgits a tot Europa. Els primers anys van demostrar la compatibilitat entre la viabilitat econòmica de les empreses i la cura del medi ambient, cosa que espantava a alguns sectors de l'economia.
A partir d'aquí, van sorgir altres necessitats transfrontereres que requerien acords entre països per a una regulació útil. Alguns exemples són:
- Protocol sobre la Reducció de Emissions de Diòxid de Sofre i els seus Fluxos Transfronterers (1985) a Helsinki.

- Convenció per la Protecció del Nivell d'Ozó o Convenció de Viena (1985) la qual tenia l'objectiu de promoure la investigació i la cooperació sobre l'estudi dels efecte de l'activitat humana sobre la capa d'ozó i d'adoptar les mesures legislatives necessàries per evitar tals efectes. Aquesta convenció va servir per discutir les necessitats del moment, per això, al 1987 es va signar el Protocol de Montreal on, els països signants, es comprometien a reduir gradualment l'emissió de substàncies que redueixen la capa d'ozó.

- Protocol contra les Emissions d'Óxid de Nitrogen i els seus Fluxos Transfronterers (1988)

Cal destacar que a finals dels anys 80, es va crear el Grup Intergovernamental d'experts sobre el Canvi Climàtic (IPCC) l'objectiu principal dels quals era la realització d'informes científics periòdics per a tenir un coneixement clar de la situació i evolució del fenomen.

#### Dècada dels 90
Aquesta dècada es caracteritza per una acceptació global d'una sèrie de problemes de caràcter no tan immediat, com poden ser la contaminació d'aigua o de l'aire, sinó conceptes com el canvi climàtic i l'escalfament global; i en favor d'abordar aquests fenòmens, se celebren dues grans cimeres internacionals: la Cimera de Rio i la Cimera de Kyoto.
- Cimera de Rio (1992): és una de les conegudes com a “Cimeres de la Terra”(Conferències de Nacions Unides sobre el Medi Ambient i el Desenvolupament), essent aquesta la considerada més important en la història del medi ambient. Un dels principals avenços va ser la signatura de la Convenció Marc de las Nacions Unides sobre el Canvi Climàtic on un dels principals objectius era aconseguir l'estabilització de les concentracions de gasos d'efecte hivernacle a l'atmosfera a uns nivells que eliminessin l'efecte antropogènic en el sistema climàtic. Un altre avenç important va ser la signatura del Conveni sobre la diversitat biològica.

- Cimera de Kyoto (1997): destacat per ser la continuïtat de la Cimera de Rio dintre de la Convenció Marc de las Nacions Unides sobre el Canvi Climàtic i per importants avenços com el Protocol de Kyoto, que va ser afegit al tractat anterior el qual incloïa mesures més significatives i jurídicament vinculants.

A part d'això, no es van deixar de banda altres problemàtiques també molt importants abordant-los en diferents reunions internacionals, com per exemple:
- Protocol sobre Contaminants Orgánics Persistents (1998) signat a Aarhus.

- Protocol sobre Metalls Pesants (1998) signat també a la ciutat d'Aarhus.

En l'actualitat es continuen realitzant cimeres, signant convenis i protocols i legislant de forma més restrictiva per intentar, cada cop més, minimitzar l'impacte de l'activitat humana al planeta. Aquests esforços es veuen reflectits en mesures de d'avaluació i control, de les quals un exemple són:

### Qualitat de l'aire
Per tal de mantenir un control de les emissions i que es compleixen els objectius considerats en les normes anuals europees relacionades amb les recomanacions de l'OMS, es proposa com a paràmetre l'índex de la qualitat de l'aire (IQA), el qual presenta la situació de qualitat de l'aire en les ciutats europees d'una manera comparable i comprensible.

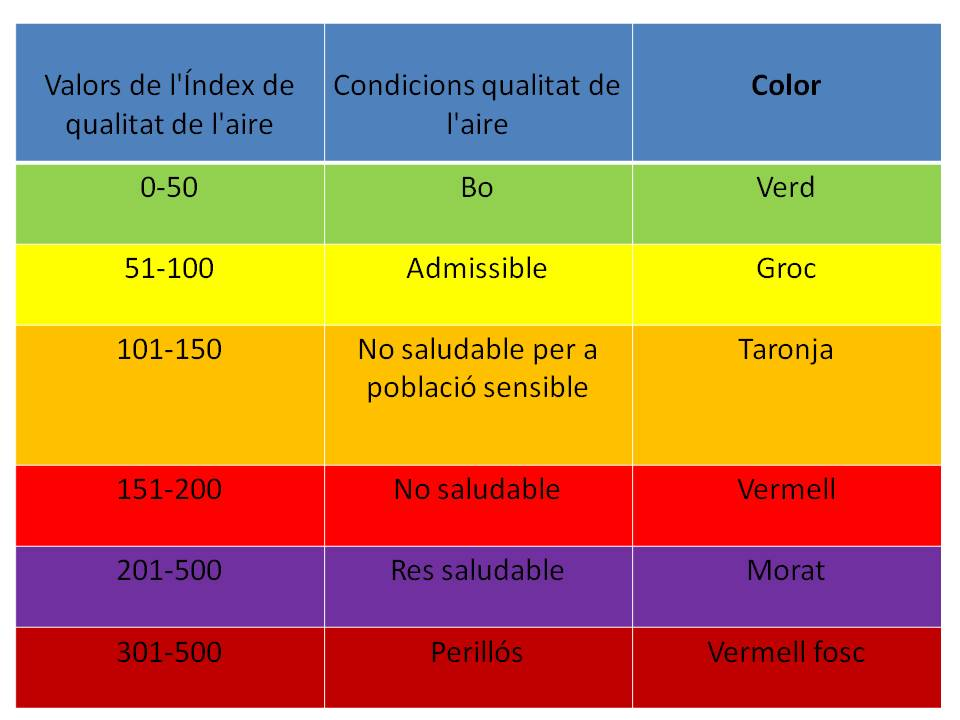
Assignació dels colors segons nivells de la qualitat de l'aire

Es van desenvolupar tres índex diferents:
- Índex horari: descriu la qualitat de l'aire el dia present, actualitzant-lo cada hora.

- Índex diari: mostra la situació de la qualitat de l'aire general respecte del dia anterior, basant-se en els valors diaris, actualitzats un cop al dia.

- Índex anual: representa les condicions de la qualitat de l'aire, generals de la ciutat, al llarg de tot l'any, podent-ne ser comparats amb les normes de la UE. Aquest índex es basa en la mitjana anual dels contaminants en comparació amb els valors límit anuals.

A nivell quantitatiu, el rang de l'IQA està dividit en: bo, admissible, no saludable per la població sensible, no saludable, res saludable i perillós.
Les emissions de gasos per part de la indústria, així com dels vehicles són la font principal de la disminució de la qualitat de l'aire, no només pels habitants de les zones on es produeixen, si no per tot el planeta, degut a la capacitat de transport que posseeix l'atmosfera.
Per la qual cosa els governs, amb la finalitat d'informar i conscienciar a les poblacions, posen al nostre abast aquesta informació actualitzada cada dia.
La Generalitat de Catalunya, per exemple, ens informa dels nivells de l'IQA mitjançant la seva pàgina web:Pronòstic de la qualitat de l'aire a Catalunya

### Qualitat de l'aigua
El 1972, un estudi de l'aigua del riu Mississipi, a Louisiana (EUA), va trobar més de 36 substàncies químiques. Aquest va ser, i és, un problema molt greu de salut per a l'ésser humà. Es calcula que 25 de cada 100.000 persones morien a l'any de febre tifoide als EUA degut a la contaminació de les seves aigües. Dels problemes que causava aquesta contaminació, va sorgir la necessitat d'aplicar legislacions i requisits tècnics que garantissin la qualitat de l'aigua i, per tant, la salut dels consumidors. D'aquí va néixer l'Índex de Qualitat de l'aigua (WQI).

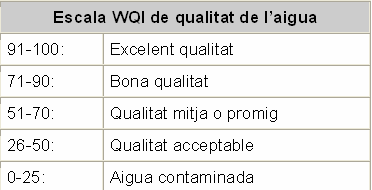
Nivells de qualitat de l'aigua segons el seu WQI

L'Índex de Qualitat de l'aigua, o WQI, indica el grau de contaminació d'una massa d'aigua en diferents punts i permet analitzar els seus canvis amb el temps. A més de controlar els canvis d'un subministrament d'aigua, permet comparar la seva qualitat amb altres subministraments de la regió o de qualsevol regió del món. Per tal de determinar l'Índex de Qualitat de l'aigua cal determinar 9 paràmetres de qualitat de l'aigua: demanda bioquímica d'oxigen, oxigen dissolt, "coliforme" fecal, nitrats, pH, canvis de temperatura, sòlids dissolts, fosfats i dispersió de la radiació.
Un cop s'han determinat els nou paràmetres, es calcula el WQI, el qual s'expressa en percentatge d'aigua pura. Per tant, el WQI està comprès entre un valor de 0% i 100%, sent 0% aigua altament contaminada i 100% aigua en excel·lents condicions.
Els principals factor que provoquen la contaminació de l'aigua són:
- Indústria: segons els tipus d'indústries es generen diferents tipus de residus. Normalment, als països desenvolupats, degut a l'estricta normativa, la gran majoria d'aquestes indústries posseeixen eficaços sistemes de depuració de les aigües, sobretot aquelles que generen substàncies més perilloses, com poden ser metalls tòxics.
- Abocaments urbans: l'activitat de l'ésser humà als centres urbans provoca tota una acumulació de residus orgànics. Però, a més, el clavegueram arrossega tota mena de substàncies: emissions dels automòbils (hidrocarburs, plom, altres metalls, etc.), sals, àcids, etc.
- Navegació: produeix diferents tipus de contaminació, però la més important és la relacionada amb els hidrocarburs. Els vessaments de petroli, intencionats o no, produeixen greus danys ambientals.
- Agricultura i ramaderia: els treballs agrícoles generen vessaments de pesticides, fertilitzants i restes orgànics d'animals i plantes que contaminen de forma notable les aigües.

En els últims anys han sigut molts els processos i les substàncies empleades en la desinfecció de l'aigua, tals com l'ús d'ozó, diòxid de carboni, cloramines o radiació ultraviolada. La filtració i desinfecció de l'aigua amb clor ha sigut un factor molt important en l'augment de l'expectativa de vida en els països desenvolupats al segle xx. Però, els sistemes de subministrament d'aigua potable sense tractament, o amb un tractament inadequat, segueix sent una de les principals amenaces de la salut pública als països en desenvolupament i, per tant, nous avanços en el tractament d'aigua com poden ser membranes per osmosi inversa o l'ozonització, poden suposar la salvació de milions de vides arreu del món.

### Fonts d'energia

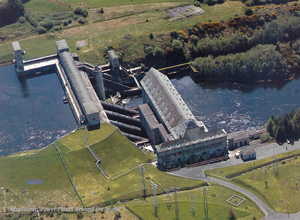
Central hidroelèctrica: exemple d'obtenció d'energia renovable

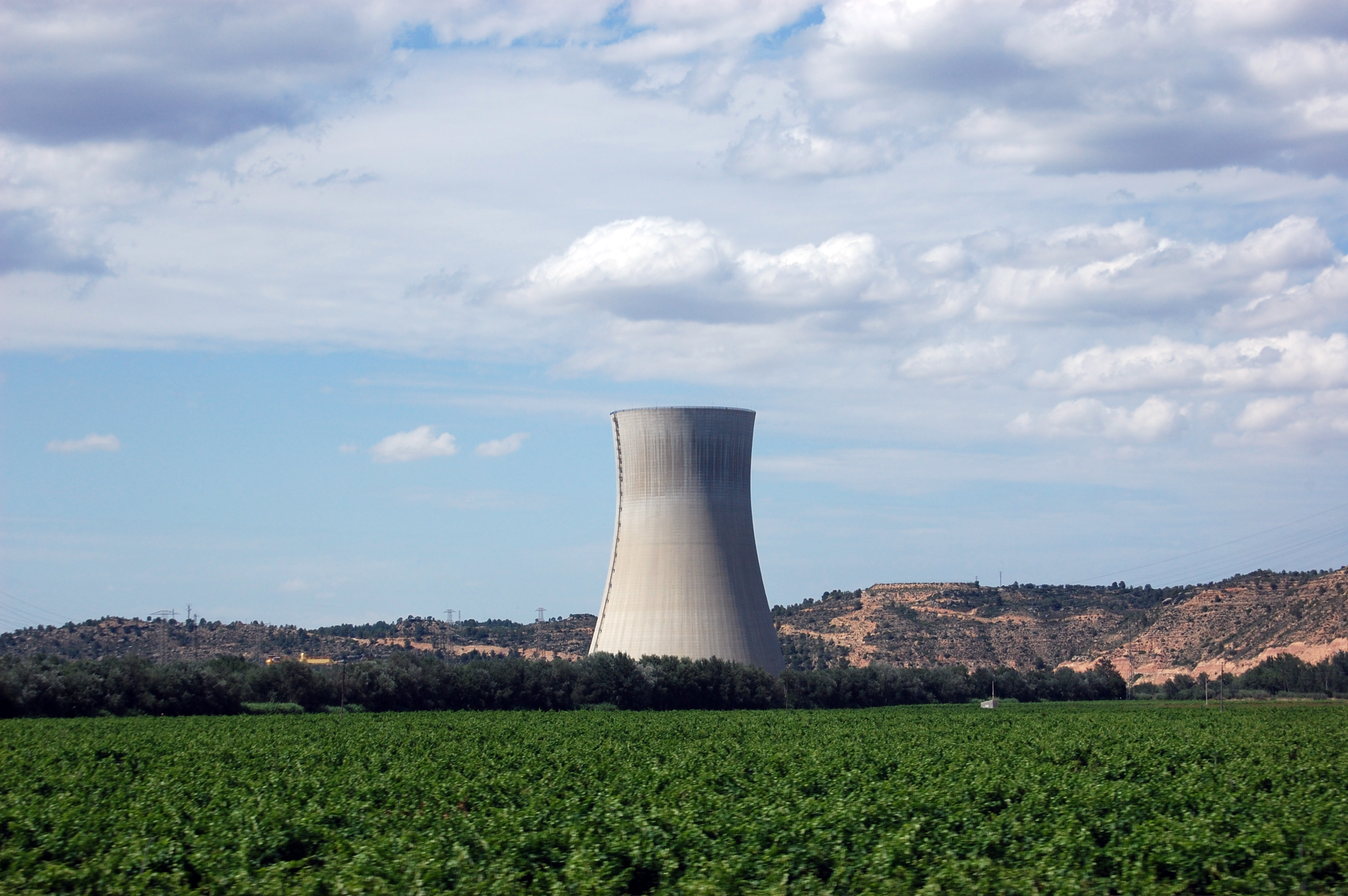
Central nuclear d'Ascó: exemple d'energia no renovable